# Agencia Nacional de Evaluación y Prospectiva
La Agencia Nacional de Evaluación y Prospectiva (ANEP)  fue una unidad dependiente de la Secretaría General de Investigación, del Ministerio de Ciencia e Innovación de España. 
La ANEP tenía los siguientes objetivos:
- Evaluar la calidad científico-técnica de las propuestas que solicitan financiación pública, tanto del Departamento como de otros entes públicos y privados.
- Mejorar la capacidad del sistema público de Ciencia y Tecnología.
- Contribuir a que las decisiones de asignación de recursos para I+D+i se realicen sobre la base de criterios de excelencia y calidad científico-técnica.

Las funciones asignadas a la ANEP eran las siguientes:
- Evaluación científico-técnica -objetiva e independiente- de las unidades, equipos humanos y las propuestas de investigación para participar en los programas y proyectos del Plan Nacional, así como el seguimiento de los resultados.
- Asimismo, evaluar cuantas propuestas científico-técnicas le sean encomendadas por el Secretario General de Investigación.
- Estudios y análisis prospectivos en materia de investigación científica y desarrollo tecnológico.

La ANEP fue suprimida a raíz de la creación de la Agencia Estatal de Investigación (AEI), y sus funciones asumidas por dicho organismo, a través de la Subdivisión de Coordinación y Evaluación.